# 渡辺保男
渡辺 保男（わたなべ やすお、1926年（大正15年）9月14日 - 1992年（平成4年）1月30日）は、日本の政治学者。国際基督教大学名誉教授。

## 略歴
神奈川県横浜市生まれ。1952年東京大学法学部政治学科卒。学習院大学教授を経て、1966年国際基督教大学教授、1984年学長となり、後に名誉教授となる。
1992年1月30日、肝不全のため逝去。

## 著書
- 『日本人として生きるキリスト者』鎌倉雪ノ下教会伝道パンフレット、1992

### 共著編
- 『現代の地方自治 自治体の運営』加藤一明,加藤芳太郎共著 東京大学出版会 UP選書、1973
- 『住民参加の実践 住民主体の行政はどう試みられているか』佐藤竺共編著 学陽書房、1975
- 『自治体の中堅管理者のための新しい地方行政と組織』三隅二不二共編著 学陽書房、1977
- 『明日の都市 13 (都市と公務員)』坂田期雄共編　中央法規出版、1979
- 『地方自治体21世紀に向けて ローカルガバメントの発想』田村明共編 総合労働研究所、1984

### 翻訳
- ハロルド・J・ラスキ『議会・内閣・公務員制』辻清明共訳　岩波現代叢書、1959
- 『世界の名著 60　ラスキ 主権の基礎』中央公論社、1970
- H.H.ヒンリックス, G.M.テイラー編『予算と経費分析 自治体とPPBS』加藤芳太郎、前田泰男共訳 東京大学出版会、1974
- アンソニー・ダウンズ『官僚制の解剖 官僚機構の行動様式』サイマル出版会、1975
- マイケル・J.ヒル『行政の社会学』学陽書房、1976

## 参考
- 『官僚制の解剖 官僚機構の行動様式』訳者紹介